# Invasion (WWF)
Invasion, scritto anche InVasion, è stato un evento in pay-per-view di wrestling organizzato dalla World Wrestling Federation, svoltosi il 22 luglio 2001 alla Gund Arena di Cleveland (Ohio).

## Storyline
L'evento venne creato per dare maggior risonanza alla storyline dell'Invasion, secondo la quale i wrestler della WCW invasero gli show della WWF.

## Risultati
| #  | Incontri | Stipulazioni                                      | Durata |
| -- | --- | ------------------------------------------------- | ------ |
| 1  | Edge e Christian hanno sconfitto Lance Storm e Mike Awesome                                                                                          | Tag team match                                    | 10:10  |
| 2  | Earl Hebner ha sconfitto Nick Patrick | Single match con Mick Foley come arbitro speciale | 02:50  |
| 3  | The Acolytes hanno sconfitto Chuck Palumbo e Sean O'Haire                                                                                            | Tag team match                                    | 07:17  |
| 4  | Billy Kidman ha sconfitto X-Pac | Single match                                      | 07:12  |
| 5  | Raven ha sconfitto William Regal | Single match                                      | 06:35  |
| 6  | Chris Kanyon, Hugh Morrus e Shawn Stasiak hanno sconfitto Albert, Billy Gunn e Big Show                                                              | Six-man tag team match                            | 04:23  |
| 7  | Tajiri ha sconfitto Tazz | Single match                                      | 05:43  |
| 8  | Rob Van Dam ha sconfitto Jeff Hardy (c) | Hardcore match per il WWF Hardcore Championship   | 12:25  |
| 9  | Lita e Trish Stratus hanno sconfitto Stacy Keibler e Torrie Wilson                                                                                   | Bra and panties tag team match                    | 05:05  |
| 10 | Booker T, Bubba Ray Dudley, Diamond Dallas Page, D-Von Dudley e Rhyno hanno sconfitto Chris Jericho, Kane, Kurt Angle, Steve Austin e The Undertaker | Five-on-five tag team match                       | 29:03  |